# Guapira pacurero
Guapira pacurero är en underblomsväxtart som först beskrevs av Carl Sigismund Kunth, och fick sitt nu gällande namn av Elbert Luther Little. Guapira pacurero ingår i släktet Guapira och familjen underblomsväxter. Inga underarter finns listade i Catalogue of Life.